# Metrogaleruca
Metrogaleruca is een geslacht van kevers uit de familie bladkevers (Chrysomelidae).
De wetenschappelijke naam van het geslacht werd in 1969 gepubliceerd door Bechyne & Bechyne.

## Soorten
- Metrogaleruca antonia (Bechyne & Bechyne, 1965)
- Metrogaleruca lateralis (Jacoby, 1887)
- Metrogaleruca longula (Bechyne, 1954)
- Metrogaleruca obscura (Degeer, 1775)
- Metrogaleruca plaumanni (Bechyne, 1954)